# قائمة المديريات العامة لمجلس الاتحاد الأوروبي
قائمة المديريات العامة لمجلس الاتحاد الأوروبي:
- المديرية العامة للتطوير التنظيمي والخدمات
- المديرية العامة للزراعة والثروة السمكية والشؤون الاجتماعية والصحة
- المديرية العامة للشؤون الخارجية والتوسيع والحماية المدنية
- المديرية العامة للعدل والشؤون الداخلية
- المديرية العامة للبيئة والتعليم والنقل والطاقة
- المديرية العامة للاتصالات وإدارة الوثائق
- المديرية العامة للشؤون الاقتصادية والتنافسية

يرأس الخدمات التالية نائب مدير العام:
- السياسة العامة والمؤسسية
- خدمات الترجمة
- الخدمات الرقمية

## روابط خارجية
- الأمانة العامة لمجلس الاتحاد الأوروبي